# Xiyuan Siming
Xiyuan Siming (chiń. upr. 西院思明; pinyin Xīyuàn Sīmíng; kor. 서원사명 Sŏwon Samyŏng; jap. Saiin Shimyō; wiet. Tây Viện Tư Minh) – chiński mistrz chan tradycji linji.

## Życiorys
Był uczniem mistrza chan Baoshou Yanzhao. Żył i nauczał w Ruzhou.
Mnich spytał Xiyuana: „Co to jest klasztor chan?”
Xiyuan powiedział: „Las kolców.”
Mnich znów spytał: „Czym jest osoba, która tam żyje?”
Xiyuan powiedział: „Borsukiem. Łasicą.”
Mnich spytał: „Czym jest okrzyk Linjiego?”
Xiyuyan powiedział: „Trzydziestotysiecznofuntowa kusza nie jest używana na mysz.”
Mnich spytał: „Gdzie jest współczucie mistrza?”
Xiyuan uderzył go
Mistrz Xiyuan występuje w 98 gong’anie Biyan lu.

## Linia przekazu Dharmy zen
Pierwsza liczba oznacza liczbę pokoleń od Pierwszego Patriarchy chan w Indiach Mahakaśjapy.
Druga liczba oznacza liczbę pokoleń od Pierwszego Patriarchy chan w Chinach Bodhidharmy.
- 36/9. Baizhang Huaihai (720–814)
  - 37/10. Huangbo Xiyun (zm. 850)
    - 38/11. Linji Yixuan (zm. 867)
      - 39/12. Baoshou Yanzhao (830–888)
        - 40/13. Xiyuan Siming (bd)

      - 39/12. Zhiyi Daozhe (bd)
        - 40/13. Suozhou Tankong (bd)

      - 39/12. Guanqi Zhixian (zm. 895)
        - 40/13. Luzu Sanjiao (bd)

      - 39/12. Sansheng Huiran (Zhenzhou) (bd)
        - 40/13. Zhenzhou Dabei (bd)

      - 39/12. Luopu Yuan’an (834–898)
      - 39/12. Xinghua Cunjiang (Weifu) (830–925)
        - 40/13. Nanyuan Huiyong (Baoying) (860–930)